# East River Gas Tunnel

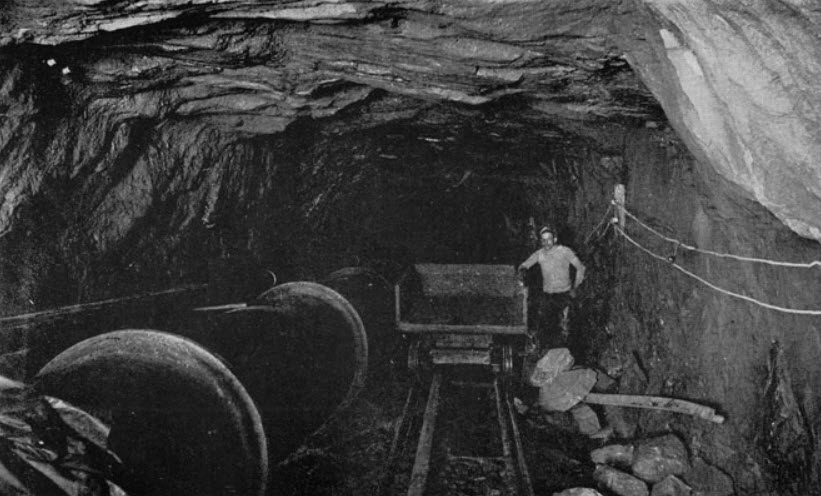
Unverkleideter Abschnitt unter Roosevelt Island. Neben der Gasleitung die Rollbahn für Wartungsarbeiten.

Der East River Gas Tunnel, auch Ravenswood Utility Tunnel genannt, ist ein Infrastrukturtunnel unter dem East River in New York City. Es war der erste Unterwassertunnel im Großraum New York.

## Geschichte
Die East River Gas Company in Queens beantragte Anfang der 1890er-Jahre die Ausdehnung ihres Liefergebietes, das fortan nicht nur Long Island, sondern auch Manhattan umfassen sollte. Die Stadtgasleitungen für Manhattan sollten durch einen Tunnel unter dem East River hindurchgeleitet werden. Planung und Bauleitung wurde Charles M. Jacobs übertragen, der später auch am Bau der Tunnel für die Hudson & Manhattan Railroad (heute PATH-System) und die Pennsylvania Railroad (heute Amtrak's Northeast Corridor) beteiligt war. Nach Probebohrungen im Fluss wurde der Auftrag im Juni 1892 an McLaughlin, Reilly and Company vergeben.
Das Unternehmen begann den Bau des Tunnels im Juli 1892. Der Angriff erfolgte von beiden Seiten in Richtung Roosevelt Island. Nachdem der Vortrieb von der Manhattan-Seite auf Lockergestein getroffen war, wurde der Vertrag mit dem Bauunternehmen ausgesetzt und die Arbeiten in Regie unter der Leitung von Jacobs weitergeführt. Nachdem im Januar 1893 die erste Lockergesteinzone durchfahren war, weigerte sich das Unternehmen, den Bau des Tunnels unter dem bestehenden Vertrag fortzusetzen. Eine einstweilige richterliche Verfügung konnte verhindern, dass die Kompressoren für die Druckhaltung in der Baustelle stillgelegt wurden und dadurch der angefangene Tunnel geflutet worden wäre. Die Bauherrin, die East River Gas Company, löste den Vertrag mit McLaughlin auf und baute den Tunnel selbst weiter.
Während der durch die Silberpanik ausgelösten Finanzkrise im Sommer 1893 wurde zuerst noch reduziert im Angriff Manhattan gearbeitet, dann wurden im August die Arbeiten für dreieinhalb Monate ganz eingestellt. Im Mai 1894 mussten die Arbeiten im Vortrieb Manhattan abermals für sechs Wochen eingestellt werden, weil ein Feuer den Installationsplatz zerstörte und die Wasserhaltung nicht mehr möglich war. Das Feuer war im Jones's Wood Picknickhain ausgebrochen und zerstörte Gebäude auf einer Fläche von 4,5 Hektar.
1894 wurde der Tunnel fertiggestellt. Er war bis ins 20. Jh. der einzige Tunnel unter dem East River und war das Vorbild für alle folgenden Tunnel für die Subway, den PATH, die Eisenbahn und die Straßen. Der Tunnel ist immer noch in Betrieb. Gegenwärtig führt er zwei Erdgasleitungen, eine Heizölleitung, eine Dampfleitung, mehrere Hochspannungskabel und mehrere Telekommunikationskabel.

### Bau

#### Vortrieb Manhattan
Die Bauarbeiten begannen mit dem Abteufen des Angriffsschachtes in Manhattan. Der Start verlief langsam, weil die Lieferung von Dampfkessel und Kompressoren verspätet war.
Im standfesten Gestein wurde der klassische Sprengvortrieb angewandt, im Lockermaterial der mechanische Vortrieb zusammen mit dem Druckluftverfahren. Da noch wenig Erfahrung mit der Dekompression vorhanden war, starben vier Bauarbeiter an der Taucherkrankheit. Die erste Lockergesteinzone wurde ohne Schild durchfahren, die darauf folgende Felszone im Sprengvortrieb.
Bei der ursprünglich eingebauten Innenschale aus Mauerwerk sickerte zu viel Wasser durch, sodass sie noch während des Baus durch gusseiserne Tübbings ersetzt wurde. Diese wurden von der Gießerei Davies & Thomas aus Catasauqua in Pennsylvania geliefert, dieselbe Gießerei lieferte später auch die Tübbings für die North River Tunnels und die East River Tunnels der Pennsylvania Railroad, welche die Zufahrt zur Pennsylvania Station in Manhattan bilden.
Eine weitere Zone mit heterogenem Baugrund bereitete große Schwierigkeiten. Der untere Bereich des Vortriebs befand sich in festem Gestein, darüber befand sich schwarzer Schlamm. Der Fels musste vor dem Schild weggesprengt werden, was aber wiederum zu Einbrüchen von Flusswasser führte, das den Vortrieb mit Abfall und lebenden Krabben überschwemmte. Um das eindringende Wasser zu kontrollieren, wurde der Druck im Vortrieb auf 3,3 bar erhöht, was damals der höchste auf einer Baustelle eingesetzte Druck war. Die Arbeiter konnten höchstens anderthalb Stunden unter diesen Bedingungen arbeiten.
Nachdem der Schild vollständig in den Schlamm eingedrungen war, konnte der Druck wieder herabgesetzt werden und es wurden Vortriebsleistungen bis zu 1,8 Meter pro Tag erreicht. Der Schild wurde von zwölf Hydraulikzylindern vorwärtsbewegt, die mit Wasser mit einem Druck von 340 bar betrieben wurden. Die vom Schild an der Tunnelbrust ausgeübte Kraft betrug 5300 kN. Nachdem der Vortrieb in den Fels von Roosevelt Island eingedrungen war, konnte er bis zum geplanten Durchschlagspunkt innerhalb von zwei Wochen fertiggestellt werden, wobei Vortriebsleistungen um die 30 m pro Woche erreicht wurden.

#### Vortrieb Ravenswood
Der Vortrieb Ravenswood machte bereits bei Beginn Probleme. Einerseits stand kein gutes Speisewasser und zu wenig Kohle für die Betrieb der Dampfkessel zur Verfügung, anderseits drang sehr viel Wasser in die Baugrube ein, das bereits beim Abteufen des Schachtes Probleme bereitete. Im März 1893 wurden die Arbeiten in Ravenswood eingestellt, nachdem der Angriff auf schlammartigen Baugrund gestoßen war, den das Bauunternehmen nicht bewältigen konnte. Nachdem das Bauunternehmen die Arbeiten eingestellt hatte und die Pumpen abgestellt waren, lief der angefangene Tunnel voll Wasser. Im August 1893 wurde das Wasser ausgepumpt und das Druckluftverfahren vorbereitet. Es stellte sich aber heraus, dass sich über dem Vortrieb eine große Auswaschung befand und zu viel Wasser eindrang, um wie bislang weiterzuarbeiten. Es wurde in Erwägung gezogen, den Schild des Angriffs von Manhattan nach Abschluss der dortigen Arbeiten zu zerlegen und im Angriff Ravenswood zu benutzen. Die Idee wurde aber aufgegeben, um die Arbeiten im Fall von nicht vorhersehbaren Ereignissen in dieser Baustelle nicht zu verzögern, weshalb im Dezember 1893 ein zweiter Schild für den Angriff Ravenswood bestellt wurde. Nachdem zehn Meter einer schwierigen Lockergesteinzone durchfahren waren, konnte wieder ohne Schild im Sprengvortrieb gearbeitet werden. Der Bau des Tunnels machte gute Fortschritte und erreichte schnell Roosevelt Island, wo der Durchschlag am 11. Juli 1894 erfolgte. Die beiden Angriffe trafen sich mit 1,5 Zentimeter Abweichung in der Horizontalen und 3 Zentimeter Abweichung in der Vertikalen.

### Vermessung
Die Vermessung der Vortriebsrichtungen für die beiden Angriffe hatte die Herausforderung, dass zwischen den beiden Schachtköpfen die direkte Sichtverbindung durch das Hospital for Incurables auf Roosevelt Island unterbrochen war. Der Vermessungspunkt wurde deshalb auf der Manhattan-Seite auf das Dach des Malzhauses der Brauerei Chas. C. Clausen an der First Avenue verlegt, das in der Flucht des Tunnels stand. Die Richtung des Vortriebs wurde von zwei an den gegenüberliegenden Wänden im Schacht angebrachten Senkloten auf die Höhe des Tunnels übertragen. Der Abstand zwischen den Lotschnüren betrug 2,4 m. Ihre Bewegung wurde gedämpft, indem das 6 kg schwere Lotgewicht in einem Wassergefäß hing.

## Bauwerk
Der Tunnel verbindet das Gaswerk am Ufer des East Rivers in Ravenswood mit einem Schacht an der 71th Street in Manhattan. Er führt unter den beiden Armen des East Rivers und von Roosevelt Island hindurch. Die beiden Schächte am Ende des Tunnels und der mittlere Abschnitt unter der Insel liegen in standfestem Fels, die Abschnitte unter dem East River im Lockermaterial der Sedimente des Flusses. Im Lockergestein hat der Tunnel eine Innenschale, die aus verschraubten Tübbings besteht. Der Außendurchmesser der Röhre beträgt 3,3 m, der Innendurchmesser 3,1 m. Neben den Gasleitungen befindet sich eine kleine Werksbahn für Wartungsarbeiten.